# I skuggan av solen
I skuggan av solen är en finländsk-fransk-svensk dokumentärfilm från 1996 i regi av Susanna Edwards.
Filmen skildrar den 23-åriga tjurfäktaren Cristina Sánchez och hennes strävan efter att få verka vid de stora arenorna. Filmen gillades av kritikerna och fick även motta en Guldbagge 1997 i kategorin "bästa kortfilm".